# USS Honolulu (SSN-718)
Za druga plovila z istim imenom glejte USS Honolulu.
USS Honolulu (SSN-718) je jedrska jurišna podmornica razreda los angeles.